# District de Nam Trà My
Nam Trà My est un district rural de la province de Quảng Nam, dans la région de la Côte centrale du Sud du Viêt Nam.

## Géographie
Le district a une superficie de 822 km2.
Le chef-lieu du district est Trà Mai. 